# Timit
Timit (auch Timmit; Zentralatlas-Tamazight ⵜⵉⵎⵉⵜ Timit) ist ein kleines von Berbern bewohntes Bergdorf mit etwa 300 Einwohnern und ca. 50 Häusern im Aït Bougoumez-Tal auf der Nordseite des Hohen Atlas in der Provinz Azilal (Region Béni Mellal-Khénifra), Marokko. Es gehört zur Landgemeinde (commune rurale) von Tabant.

## Lage
Timit liegt etwa in der Mitte des etwa 30 Kilometer langen und ca. 1800 Meter hoch gelegenen Aït Bouguemez-Tals. Entlang des Tals und zumeist auf steinigen Böden gruppieren sich weitere 30 Dörfer. Der Ort ist von Azilal aus über eine asphaltierte kurvenreiche Straße gut zu erreichen.

## Landschaft
Das Tal wird nach Süden hin begrenzt durch die bis ins späte Frühjahr (auf der Nordseite manchmal bis Juni) hinein schneebedeckten Gipfel des Hohen Atlas, deren Schmelzwässer das ganze Jahr über eine dauerhafte Wasserversorgung der Menschen und der Anbauflächen sicherstellen. Auf diese Weise sind manchmal sogar zwei Ernten möglich, was dem Tal auch den Beinamen „Glückliches Tal“ eingebracht hat.

## Wirtschaft
Die Wirtschaft des abgelegenen, aber fruchtbaren Tals war jahrhundertelang auf Selbstversorgung und Autarkie ausgerichtet; Märkte waren schlichtweg zu weit entfernt. Ein System strenger Kontrollen (agdal), welches sich strikt an der Verfügbarkeit, am individuellen Bedarf und am gemeinschaftlichen Nutzen der natürlichen Ressourcen (Wasser, Boden, Holz etc.) orientierte, ermöglichte den Bewohnern des Hochtals ein erfolgreiches und nachhaltiges Überleben.

## Dorf
Timit hat noch viel von seinem ursprünglichen Charakter bewahrt: Einige der Lehmbauten sind noch bewohnt und manchmal spielt sich ein Teil des häuslichen Lebens (Essensvorbereitung, Kochen, Brotbacken, Flecht- und Webarbeiten etc.) noch vor der Haustür ab. In den meisten anderen Dörfern des Tals sind viele alte Häuser bereits durch Neubauten mit Wänden aus Hohlziegeln, Decken aus Beton und Satellitenschüsseln auf den Dächern ersetzt, was unmittelbaren Einfluss auf das Zusammenleben der Menschen hat – die gegenseitige Abschottung nimmt zu.

## Agadir Sidi Moussa
Wichtigster Bau des Dorfes und letztlich des ganzen Tals ist der auf einem etwa 200 Meter hohen Hügel gelegene Agadir Sidi Moussa. Der Bau ist nach einem „Heiligen Mann“ (Marabout) benannt (sidi = Herr, moussa = Moses), der hier vor Jahrhunderten gewirkt haben soll und dessen Grabstätte sich angeblich im Innern des Agadir befindet. Diese Kombination von Grabstätte und Speicherburg ist in Marokko nahezu einmalig, wenngleich eine derartige Verbindung vereinzelt auch beim Agadir Tasguent erwähnt wird.

### Architektur

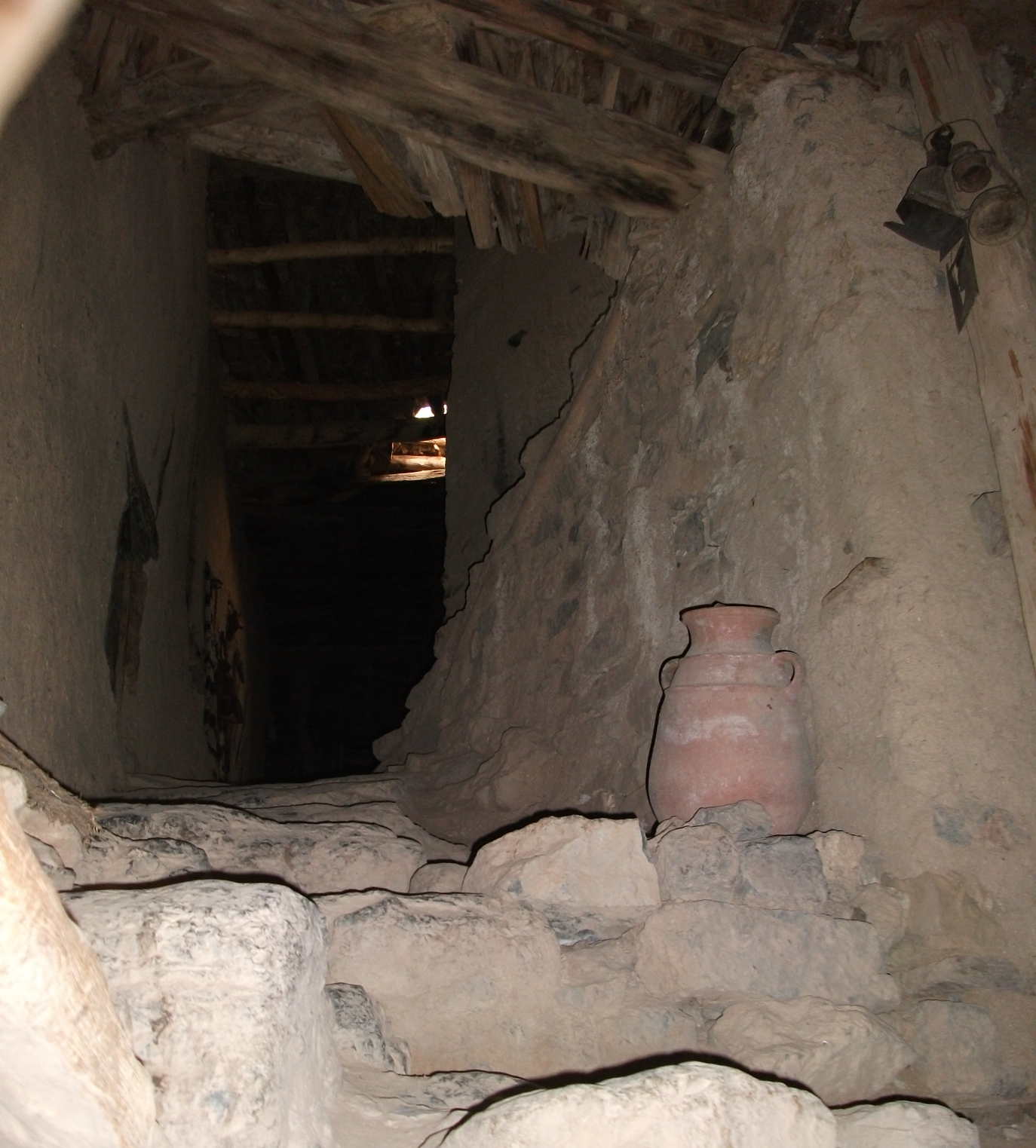
Inneres des Agadir Sidi Moussa

Aus dem kreisrunden, zweigeschossigen Bauwerk mit einem Durchmesser von etwa 20 Metern springen vier Türme hervor, die auch das Dach überragen. Der untere Bereich des Agadir besteht zumeist aus größeren Steinen, welche dem Bau eine gewisse Grundstabilität verleihen und gleichzeitig das Aufsteigen von Bodenfeuchtigkeit verhindern, darüber finden sich – mit kleinen Steinen und etwas Stroh durchsetzte – Lehmmauern. In die Lehmwände eingelassen sind eine Vielzahl von Licht- und Lüftungsschlitzen, die – in Zeiten von Überfällen umherziehender Nomaden – auch als Schießscharten genutzt werden konnten.
Die Dachsparren mit ihrer Auflage aus Schilf und Erde ragen etwa 50 cm über die Außenwände hinaus, wodurch ein Auswaschen des Lehmmauerwerks verhindert oder zumindest reduziert werden sollte. Da der Bau jedoch kaum noch restauriert wird, haben Wind und Regen der letzten Jahrzehnte dennoch für deutlich sichtbare Schäden gesorgt.

### Inneres
Das Innere ist geprägt von einem runden Kernbau, dessen fensterlose Außenwände als Auflage für die Dachsparren dienen – in seinem Innern liegt angeblich das Grab des Heiligen. Um den Kernbau herum führt ein teilweise doppelgeschossiger Umgang mit etwa 30 Speicherkammern, in denen Teile der Ernte, aber auch wertvolle Gegenstände des Lebens (Ackergeräte, Waffen etc.) eingelagert werden konnten. Der Agadir wurde ständig von einem Wächter – in Krisenzeiten auch von mehreren Wächtern – bewacht; außerdem glaubte man, dass auch der Marabout seinen Teil zum Schutz des Bauwerks beitrug.

## Agadir Sidi Chita
Auf einem etwa 4 km entfernten und teilweise bewaldeten Hügel erheben sich die Ruinen des – auf einem quadratischen Grundriss erbauten – Agadir Sidi Chita, welcher ebenfalls ein Mittelding zwischen Speicherburg und Grabstätte darstellte, aber bereits vor Jahrzehnten dem Verfall anheimgegeben wurde.

## Bedeutung
Das abgelegene und deshalb noch weitgehend ursprünglich gebliebene Aït Bouguemez-Tal lohnt beinahe zu jeder Jahreszeit einen Abstecher. Die Dörfer und der Agadir Sidi Moussa gewähren Einblicke in Lebensweisen sowie Glaubens- und Denkvorstellungen, die anderswo – selbst in weiten Teilen Marokkos – schon längst verschwunden sind.

## Trekking
Von lokalen Veranstaltern werden geführte Wander- und Trekking-Touren angeboten; beinahe ganzjährig ist auch die Besteigung des M'Goun-Massivs (4071 m) möglich.